# 维蒂纳市镇
维蒂纳市镇（羅馬化：Opština Vitina），是科索沃格尼拉內區的一个市镇，行政中心为維蒂納。市镇面积为270平方公里，人口数量为46,987人（2011年）。